# Kurmangazy
Kurmangazy est un prospect géant, situé en mer Caspienne à cheval entre les eaux de la Russie et du Kazakhstan. Le prospect fut identifié par des relevés sismiques dans les années 1980, mais ne fut pas plus étudié à l'époque, les Soviétiques ne cherchant pas vraiment à exploiter le pétrole de la Caspienne. 
Un accord entre les deux pays a été signé en 2002, partageant l'éventuelle production moitié-moitié. Les réserves étaient alors estimées à quelque 7 Gbbl. 
Mais en mai 2006, le premier puits fut foré, et ne trouva aucune trace de pétrole. Le deuxième puits, en 2009, fut aussi négatif. Le projet est alors abandonné. 